# André Masséna

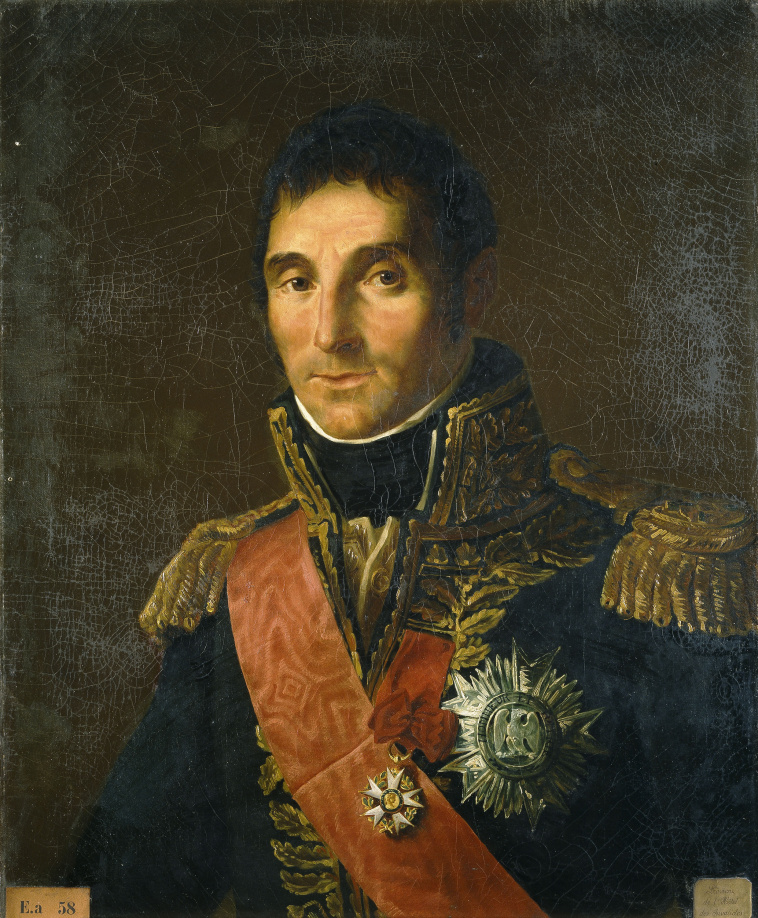
André Masséna

André Masséna (geboren als Andrea Massena) (* 6. Mai 1758 in Nizza; † 4. April 1817 in Paris), war ein französischer Marschall und Heerführer in der Zeit der Koalitionskriege. Er wurde durch Napoleon zum prince d'Essling und duc de Rivoli der noblesse impériale erhoben.

## Kindheit und Jugend
Masséna war der Sohn einer italienischen Familie von Kleinbauern, die ursprünglich aus dem Piemont stammte und die sich in den 1740er Jahren in Nizza niederließ. Sein Vater Giulio Cesare Massena war ein Winzer und Weinhändler, seine Mutter, Cathrine Fabre entstammte einer kleinbürgerlichen Familie aus der Stadt Nizza. Die Herkunft des Namens Masséna ist ungeklärt; einer der Erklärungen zufolge ist sie auf die jüdische Namensform Manassé zurückzuführen. Diese Annahme bleibt allerdings in der Wissenschaft umstritten. Der französische Historiker und Napoleon-Kenner Joseph Valynseele ging davon aus, dass der Name Masséna nicht jüdischer, sondern provenzalischer Herkunft ist und „ein Unbekannter“ (Maun Souna) bedeutet. Dagegen spricht jedoch die piemontesische Abstammung der Familie Massena. André hatte zwei Brüder und drei Schwestern. Nach dem frühen Tod seines Vaters (Dezember 1764) heiratete seine Mutter zum zweiten Mal und verließ ihre Kinder, die von ihren Verwandten väterlicherseits großgezogen wurden. Im Alter von 14 Jahren, nach einem heftigen Streit mit einem seiner Onkel, verließ Masséna die Gegend von Levens und ging nach Toulon, wo er als Schiffsjunge auf einem Handelsschiff anheuerte.

## Anfänge der militärischen Karriere
Nachdem er den Dienst bei der Marine quittiert hatte, begann Masséna 1775 seine militärische Laufbahn zuerst als einfacher Soldat und ab 1783 als Caporal im Italienischen Regiment der königlichen französischen Armee (Régiment de Royal-Italien). In diese Zeit fällt auch sein Beitritt zu der Loge der Freimaurer, die in seinem Regiment aktiv war. Masséna hatte nach dem Edikt des französischen Kriegsministers Philippe-Henri de Ségur, der allen Unteroffizieren nichtadeliger Herkunft eine Beförderung zum Offizier verbot, keine Aussicht auf die Erlangung des Amts eines Sous-lieutenants. Er beendete deshalb 1789 den Militärdienst und heiratete Anne Marie Rosalie Lamare (1765–1829), Tochter eines Chirurgen aus Antibes. Die Mitgift seiner Frau hatte es ihm ermöglicht, einen kleinen Laden zu eröffnen.

## Aufstieg während der Revolutionskriege
Bei Beginn der Französischen Revolution war Massena Adjutant in der Garde Nationale. Mit der Bildung der neuen revolutionären französischen Armee trat er aus der Garde aus und in die neue Truppe ein, wo er innerhalb eines Jahres eine steile Karriere hingelegt hatte: Bereits zwei Jahre später, am 22. August 1793 wurde er für seine Verdienste im Kampf gegen die Truppen des Königs von Sardinien zum Général de brigade und noch im gleichen Jahr zum Général de division befördert. Besonders ausgezeichnet hatte sich Masséna bei der Eroberung der von den royalistischen Truppen und einem englischen Expeditionscorps besetzten Stadt Toulon Mitte Dezember 1793, als er mit seinem Regiment als erster das Fort Lartig eingenommen und dadurch die Eroberung der Stadt ermöglicht hatte.
Im Jahr 1795 war Masséna wieder in der französischen Armée d’Italie als General an mehreren Schlachten mit den österreich-ungarischen und sardinischen Truppen beteiligt. Als Befehlshaber der rechten Flanke der französischen Italien-Armee hatte er einen erheblichen Anteil am französischen Sieg in der Schlacht bei Loano am 23–24. November 1795, der den Weg in die Lombardei freigemacht hatte. Allerdings war es infolge der heftigen Auseinandersetzungen zwischen dem in Paris regierenden Direktorium und dem Oberbefehlshaber der Italien-Armee, dem General Barthélemy Louis Joseph Schérer, der einen weiteren Vormarsch für unklug hielt, zum Stillstand an der Südflanke gekommen. Um diese Situation zu ändern, schickte das Direktorium General Napoleon Bonaparte nach Süden, der am 26. März 1796 den General Schérer als Oberkommandierende der Italien-Armee abgelöst hatte.
Als einer der führenden Kommandeure hatte Masséna einen erheblichen Anteil an den militärischen Erfolgen des Italienfeldzugs. So befehligte er in der Schlacht bei Lodi die als „Höllentrupp“ bezeichnete Vorhut der französischen Armee. Aber auch Niederlagen hatte er zu verantworten – in der ersten Schlacht bei Rivoli am 29. Juli 1796 war es sein Versagen, das den Sieg der Franzosen zunichtegemacht hatte. Trotzdem behielt er sein Kommando bei und revanchierte sich bei der zweiten Schlacht bei Rivoli am 14.–15. Januar 1797; seine Division attackierte im entscheidenden Moment die ungeschützte Flanke der österreichischen Armee und zwang sie zur Flucht. Für seinen Mut und Geschick erhielt er später von Napoleon den Herzogstitel in der noblesse impériale, der ihn als „L’enfant chéri de la victoire“ (das Lieblingskind des Sieges) zu bezeichnen pflegte. Masséna wurde die große Ehre zuteil, die Nachricht von den Erfolgen der Franzosen in Italien und dem Abschluss des Vorfriedens von Leoben zwischen Österreich und Frankreich persönlich dem Direktorium in Paris zu melden. In der allgemeinen Euphorie schlug Paul Barras sogar vor, Masséna ins Direktorium zu wählen, ein Vorhaben, das schnell gescheitert war.

## Kriege in Italien und der Schweiz
Nachdem in Rom am 15. Februar 1798 die Römische Republik ausgerufen wurde, ernannte das Direktorium André Masséna zum Kommandeur der neuen Römischen Armee. Allerdings führte sein hartes Regiment in Verbund mit Ausplünderung der einheimischen Bevölkerung und starker persönlicher Bereicherung der französischen Offiziere sehr schnell zu Unmutsäußerungen in der Römischen Bevölkerung und unter den einfachen Soldaten. Am Ende wurde Masséna von den Soldaten zum Rücktritt gezwungen, die ihm im Falle seiner Weigerung mit offener Rebellion gedroht hatten. Vom Direktorium wurde er in den einstweiligen Ruhestand versetzt und reiste zu seiner Familie nach Antibes ab.
Massénas persönliche Bereicherung mittels räuberischer Plünderung verurteilte Adolphe Thiers in seiner Geschichte der Französischen Revolution in scharfer und ausführlicher Form. Besonders beklagte er, dass Masséna damit seinen höheren Offizieren ein Beispiel zur schamlosen Nachahmung gab: „Man plünderte die Paläste, Klöster und reiche Sammlungen. Juden, die der Armee gefolgt waren, kauften um Spottpreise die prachtvollsten Gegenstände, die ihnen die Plünderer brachten. Die Räubereien waren empörend. […] dass nicht die subalternen Offiziere noch die Soldaten, sondern die höheren Offiziere sich diesen Ausschweifungen hingaben.“
Die Rehabilitierung Massénas stand in direkter Verbindung mit dem Zweiten Koalitionskrieg gegen Frankreich und der Landung eines starken russischen Expeditionscorps unter dem Kommando des damals bekanntesten russischen Feldherren Alexander Suworow in Norditalien. Dabei gelangen den Russen und Österreichern zu Beginn der Kriegshandlungen beachtliche Erfolge. Daraufhin beauftragte das Direktorium Masséna am 10. Dezember 1798 zum Schutz Frankreichs mit dem Kommando über die neugebildete „schweizerische Armee“, damit löste er General Balthasar Alexis Henri Antoine von Schauenburg ab. Nach der Ersten Schlacht bei Zürich war Masséna gezwungen, am 4. Juni 1799 die Stadt zu räumen. Doch wenige Wochen später fand am 25. und 26. September die Zweite Schlacht bei Zürich statt, mit der er die Alliierten unter dem Kommando von Rimski-Korsakow und von Hotze stoppte und einen legendären Sieg erzielte. Eine Einkesselung des russischen Armeeverbands unter dem Kommando Suworows gelang ihm allerdings nicht. Trotz zahlenmäßiger Überlegenheit verlor er gegen ihn die Schlacht im Muotatal und musste ihn mit zahlreichen französischen Gefangenen, darunter General Guiot de Lacour, ziehen lassen.
Nachdem Napoleon die Macht in Paris an sich gerissen hatte, ernannte er Masséna, der ihn sofort unterstützte, im Dezember 1799 zum Oberkommandeur der Italienarmee, die gegen die Truppen des österreichischen Generals Michael von Melas gekämpft hatte. Die Italienarmee war den Österreichern zahlenmäßig unterlegen und musste etliche Niederlagen hinnehmen, so dass Masséna in Genua eingeschlossen und nach wochenlanger Belagerung zur Kapitulation gezwungen wurde. Doch hatte er mit seinem Ausharren Napoleon die nötige Zeit verschafft, mit starken Kräften über die Alpen nach Oberitalien vorzustoßen, um hier in der Schlacht bei Marengo den kriegsentscheidenden Sieg zu erringen.

## Marschall des Kaiserreichs

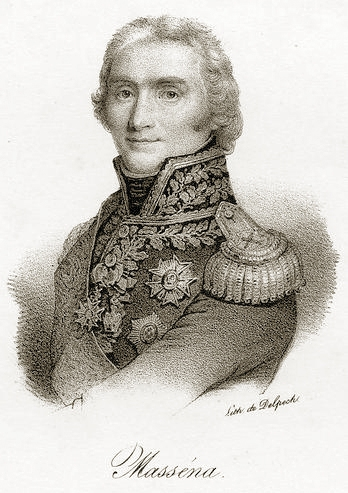
André Masséna

Am 19. Mai 1804 wurde Masséna von Napoleon in den Rang eines Maréchal d’Empire erhoben und war damit auf der sogenannten Ersten Marschallsliste einer von vierzehn neu ernannten Marschällen. Im Dritten Koalitionskrieg erhielt Masséna am 30. August 1805 erneut den Oberbefehl über die französische Italienarmee. Dank seines militärischen Geschicks besiegten die französischen Truppen trotz ihrer zahlenmäßigen Unterlegenheit die Österreicher (u. a. geführt von Erzherzog Karl) in mehreren Schlachten. Vom 29. Oktober bis zum 31. Oktober 1805 schlug Masséna gegen Ertherzog Karl die entscheidende Schlacht des Italienfeldzugs bei Caldiero. Der Sieg in dieser Schlacht wurde von beiden Seiten für sich reklamiert. 
1806 wurde Masséna mit der Eroberung des Königreiches Neapel beauftragt, welches Napoleons Bruder Joseph Bonaparte als König erhielt; 1807 führte er das V. Korps in Polen. Ein Unfall im Jahre 1808 kostete ihn bei einer von Marschall Berthier veranstalteten Jagd ein Auge, als Napoleon sein Ziel verfehlte und die abprallende Kugel Masséna traf. 1809 kämpfte er in der Schlacht bei Aspern/Essling am nördlichen Donauufer auf scheinbar verlorenem Posten gegen eine österreichische Übermacht, da er aufgrund der eingestürzten Pontonbrücken von Napoleons Hauptheer abgeschnitten war. Dennoch gelang es ihm, zusammen mit den Marschällen Lannes (der tödlich verwundet wurde) und Bessières standzuhalten und die Truppen sicher auf das Südufer zurückzubringen. Bei der Schlacht bei Wagram/Wien zeichnete er sich erneut aus, obwohl er aufgrund einer Beinverletzung sein IV. Korps von einer Kutsche aus befehligen musste. Seine Truppen deckten Napoleons linke Flanke und vereitelten einen Durchbruch der Reserven Erzherzog Karls. Als Anerkennung erhielt er am 31. Januar 1810 im napoleonischen Adel (noblesse impériale) den Titel „Fürst von Essling“ verliehen.

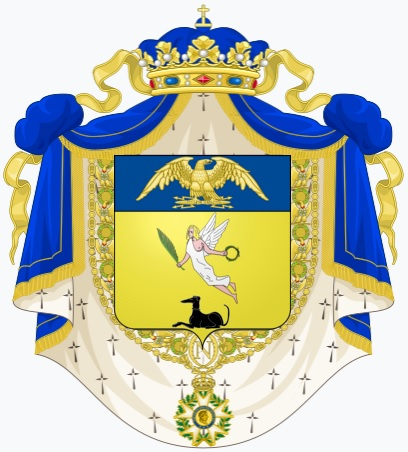
Wappen Massénas als Prince d'Essling

1810 kommandierte der mittlerweile schwer an Rheuma und einem Lungenleiden erkrankte Marschall die 65.000 Mann starke französische Portugalarmee, mit der er trotz des Debakels in der Schlacht von Buçaco am 27. Oktober 1810 Wellingtons Heer bis nach Lissabon zurückdrängte. Die von den Briten errichteten „Linien von Torres Vedras“, ein 40 Kilometer langes Verteidigungssystem, vermochte er jedoch nicht zu überwinden und musste sich unter schweren Verlusten aufgrund fehlenden Nachschubs schließlich im Februar/März 1811 wieder nach Spanien zurückziehen. In dieser Situation eskalierte sein ohnehin seit geraumer Zeit schwelender Streit mit dem ihm unterstellten Marschall Ney, den Masséna kurzerhand entließ. Sein Versuch, Wellington durch einen überraschenden Vorstoß doch noch zu schlagen, scheiterte in der Schlacht bei Fuentes de Oñoro (3./5. Mai 1811). Kurz darauf wurde er seines Kommandos enthoben und von Marschall Marmont abgelöst. In den großen Feldzügen 1812/1813 erhielt er aufgrund seiner ruinierten Gesundheit kein Kommando.

## Die letzten Jahre
Nach der Absetzung Napoleons und der Übernahme der Herrschaft durch den Bourbonen-König Ludwig XVIII. wurde Masséna zwar erlaubt, sein beträchtliches Vermögen zu behalten, allerdings wollte man ihn in Paris nicht sehen, so dass er gezwungen war, den Gouverneursposten in dem VIII. Militärdistrikt in Marseille zu übernehmen. Während der Herrschaft der hundert Tage schloss er sich erst nach einigem Zögern Napoleon an, als er von der Niederlage der royalistischen Truppen in Südfrankreich gehört hatte. Dieses Zögern brachte ihm kein Vertrauen des zurückgekehrten Imperators und so blieb er in Paris, ohne ein Kommando zu erhalten.

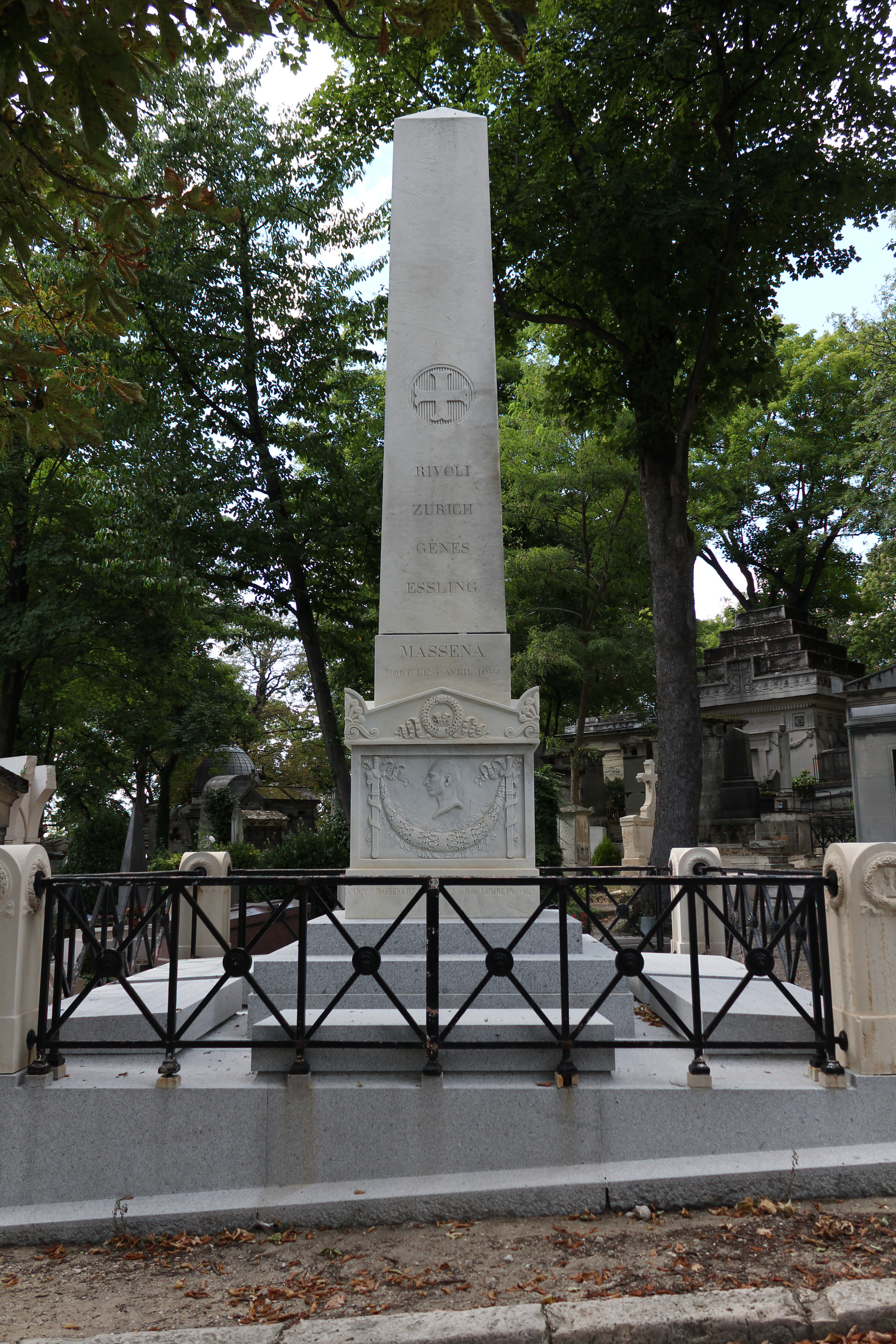
Grabmal Massénas auf dem Friedhof Père-Lachaise in Paris

Nach Napoleons zweiter Abdankung übernahm er kurzfristig das Kommando der Pariser Nationalgarde, zog sich aber bald nach der erfolgreichen zweiten Restauration der Bourbonen aus der Öffentlichkeit zurück. Das offene Misstrauen, das ihm die Bourbonen entgegenbrachten und seine schlechte Gesundheit zwangen ihn zur Abreise auf sein Schloss Val de Rueil im heutigen Rueil-Malmaison. Er lehnte es mit Hinweis auf seine in Portugal entstandene Feindschaft ab, dem Kriegsgericht über Ney als Beisitzer anzugehören. Am 4. April 1817 verstarb André Masséna an Tuberkulose im Kreis seiner Familie in Paris. Bestattet wurde er auf dem Friedhof Père-Lachaise.
Masséna gilt bis heute als einer der fähigsten Heerführer Napoleons. Überschattet wird dieses Andenken nur durch die Beutegier des Marschalls, der die von ihm besetzten Gebiete systematisch ausplündern ließ, um sich zu bereichern. Neben Marschall Nicolas Jean-de-Dieu Soult zählt Masséna daher zu den größten Plünderern der Napoleonischen Kriege.

## Familie und Nachkommen
Mit seiner Frau Anne Marie Rosalie Lamare (1765–1829) hatte Masséna vier Kinder:
- Marie Anne Élisabeth (1790–1794)
- Prosper (1793–1821)
- Victoire Thècle (1794–1857)
- François Victor (1799–1863)

## Masséna als Freimaurer
André Masséna war ein langjähriges Mitglied der Freimaurer und Logenmeister der Feldloge Parfaite amitie. Die Großloge Grand Orient de France führt in ihren Unterlagen, dass diese Loge im Regiment Royal Italien gegründet wurde.

## Ehrungen
Sein Name ist am Triumphbogen in Paris in der 23. Spalte eingetragen.
In seiner Heimatstadt tragen ein zentral gelegener Platz (place Masséna) und eine angrenzende Straße (rue Masséna), heute eine der wichtigsten Einkaufsstraßen der Stadt, seinen Namen.